# Aartsbisdom Oklahoma City
Het aartsbisdom Oklahoma City (Latijn: Archidioecesis Oklahomapolitana) is een rooms-katholiek aartsbisdom met als zetel Oklahoma City, in de Amerikaanse staat Oklahoma. De aartsbisschop van Oklahoma City is metropoliet van de kerkprovincie Oklahoma City, waartoe ook de volgende suffragane bisdommen behoren:
- Little Rock
- Tulsa

## Geschiedenis
Het aartsbisdom werd opgericht op 14 mei 1876, als de apostolische prefectuur Indian Territory, uit delen van het bisdom Little Rock. Op 29 mei 1891 werd het verheven tot apostolisch vicariaat. Op 23 augustus 1905 werd het verheven tot bisdom met de naam bisdom Oklahoma. Op 14 november 1930 veranderde het van naam naar bisdom  Oklahoma City and Tulsa. Op 13 december 1972 verloor het gebied bij de oprichting van het bisdom Tulsa en tegelijkertijd werd het verheven tot metropolitaan aartsbisdom met de naam aartsbisdom Oklahoma City. 

## Parochies
Het aartsbisdom had in 2021 een oppervlakte van 109.997 km2 en telde 2.231.272 inwoners waarvan 8,0% rooms-katholiek was.

## Ordinarii

### Prefecten
- Isidore Robot (14 mei 1876 - 15 april 1886)
- Ignatius Jean (25 juli 1886 - 1 januari 1890)

### Bisschoppen
- Theophile Meerschaert (apostolisch vicaris: 2 juni 1891, bisschop: 23 augustus 1905 - 21 februari 1924)
- Francis Clement Kelley (23 juni 1924 - 1 februari 1948)
- Eugene Joseph McGuinness (1 februari 1948 - 27 december 1957; coadjutor sinds 11 november 1944)
- Victor Joseph Reed (21 januari 1958 - 7 september 1971; hulpbisschop sinds 5 december 1957)

### Aartsbisschoppen
- John Raphael Quinn (bisschop: 30 november 1971, aartsbisschop: 13 december 1972 - 16 februari 1977)
- Charles Alexander Kazimieras Salatka (27 september 1977 - 24 november 1992)
- Eusebius Joseph Beltran (24 november 1992 - 16 december 2010)
- Paul Stagg Coakley (16 december 2010 - heden)

## Galerij van afbeeldingen

Wapen van het aartsbisdom
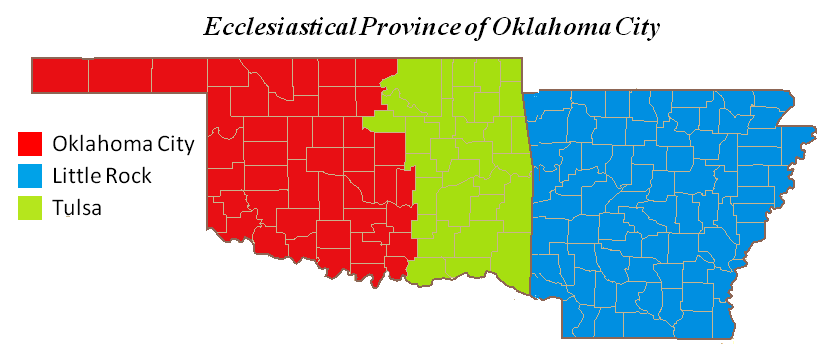
Kerkprovincie met aartsbisdom en suffragane bisdommen
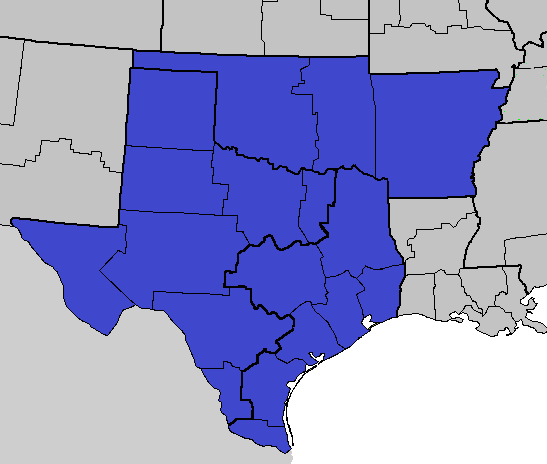
Regio X van de Amerikaanse bisschoppenconferentie
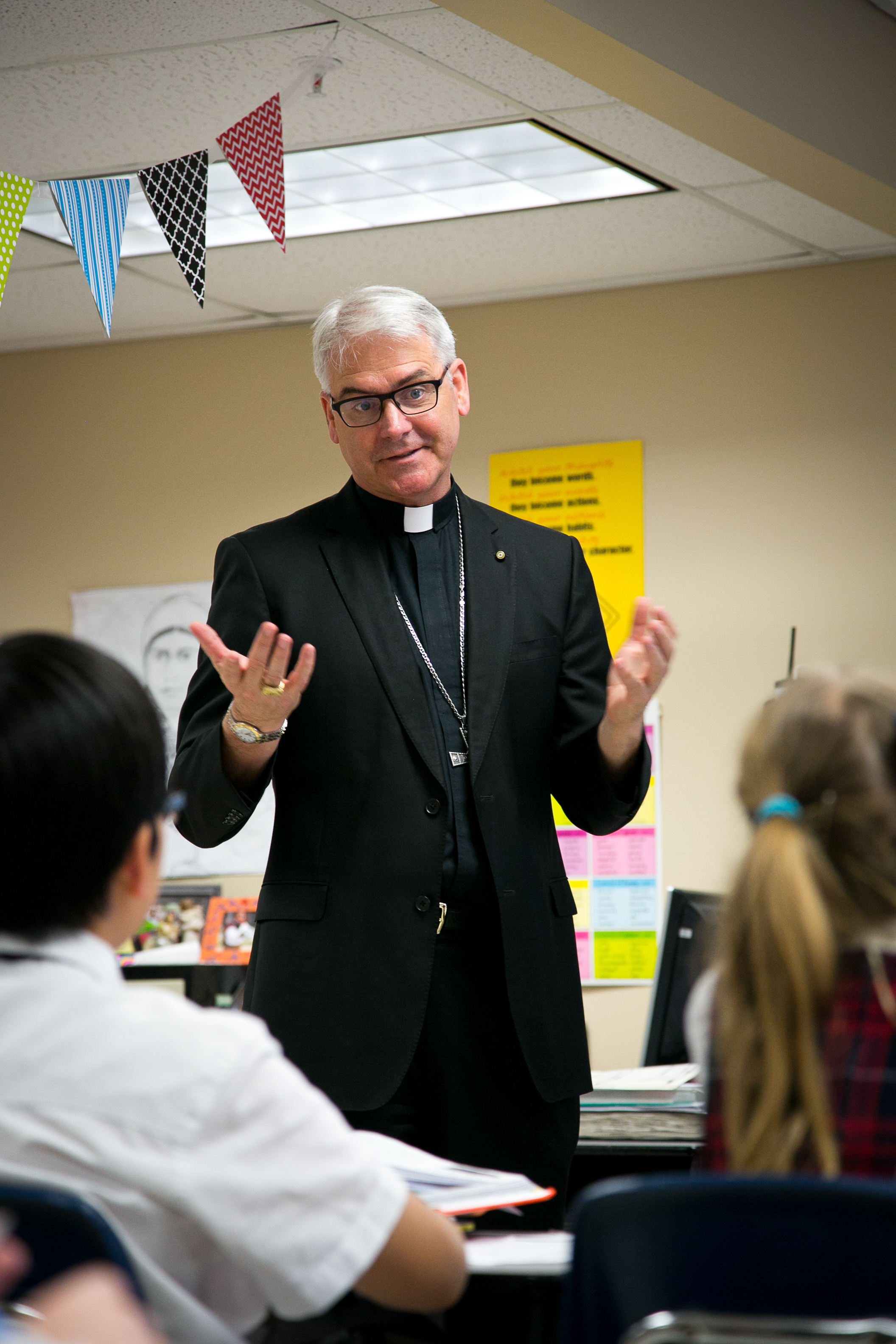
Aartsbisschop Paul Stagg Coakley (2010-heden)

Oklahoma City (aartsbisdom) · Little Rock · Tulsa